# À l'île de Gorée
Pour l'île du Sénégal, voir Île de Gorée.

À l'île de Gorée  est une œuvre pour clavecin amplifié et douze musiciens, de Iannis Xenakis, composée et créée en 1986.

## Histoire
Commande de la Fondation Nieuwe Muziek Zeeland, elle a été écrite pour Ad van t'Veer, Élisabeth Chojnacka et l’Ensemble Xenakis de Middelbourg. Ceux-ci en donnèrent la première audition à Amsterdam le 4 juillet 1986. 
Avec cette pièce, Xenakis a souhaité rendre hommage aux hommes de l'île de Gorée, autrefois place centrale de la traite des noirs, et plus largement, aux "héros et victimes  noirs de l'apartheid de l'Afrique du Sud (...)". Sa durée est d'environ 14 minutes.

## Discographie
- Ensemble Xenakis, Huub Kerstens, Sylvio Gualda, Élisabeth Chojnacka, Erato / Radio France, collection Musifrance, 1990